# ダラビ

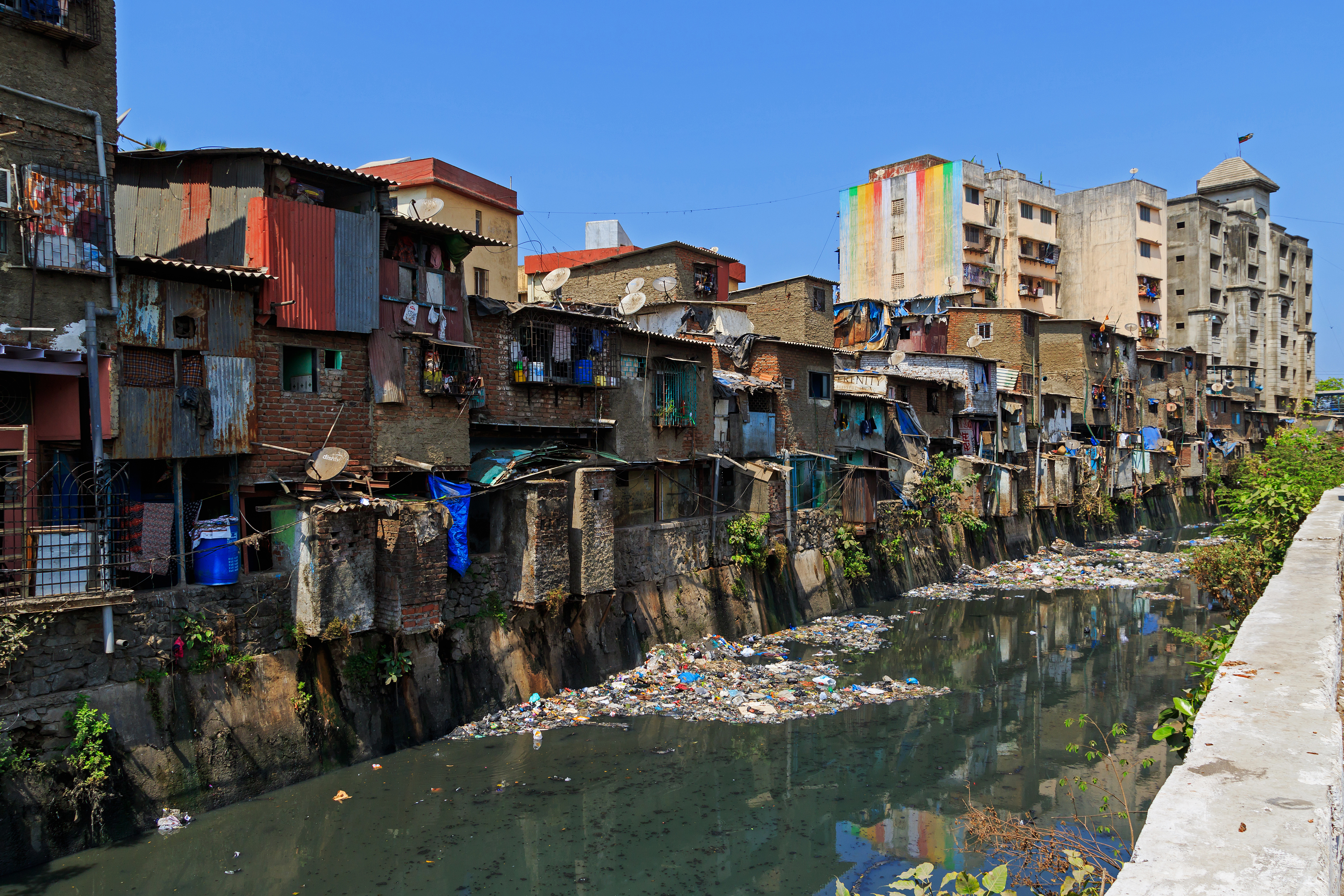
ダラビ

ダラビ（धारावी）は、インドムンバイ市にあるスラム街。

## 概要
ダラビの場所は、もともと沼地だったが、19世紀末のイギリス植民地時代に急激な人口流入が起こり形成された。2010年代の段階で、約2.1平方キロの土地に低層建築物がひしめき合う中に、推定70万人から100万人が暮らす人口集中地区となっている。一般に世界最大規模のスラム街として紹介されることがあるが、地区内の経済活動は年間数十億ドルに達するなど非常に活発であり、ステレオタイプのスラム街とは異なる部分もある。このスラム街では、平均6人の家族が8m四方の部屋に暮らしている。交通アクセスも良好であるため、高層ビルを中核とした再開発計画も存在する。
映画『スラムドッグ$ミリオネア』の舞台にもなったことから世界的に知名度が高くなり、観光ツアーも設定されるようになっているが、低賃金労働者が多い場所でもありトラブルを防ぐため写真撮影や自由行動は大きく規制される。
2020年には、域内で新型コロナウイルスの感染流行が見られ、人口密度の高さから爆発的拡大が危惧された。